# André Donni
André Donni né le 15 août 1971, est un clarinettiste et saxophoniste belge, fils du guitariste Willi Donni, figure de la scène blues belge[réf. nécessaire].  

## Biographie
L'expérience professionnelle de André Donni commença jeune, en jouant avec son père mais également avec beaucoup d'autres célèbres musiciens de la scène belge de jazz « mainstream ».
En 1992, il crée le groupe A drum is a Woman avec le guitariste Jooke Schreurs. Dans les années 90, il se joint ensuite au groupe The Sweet Substitutes, réunissant Paul Dubois à la basse, Charles Loos au piano, Richard Rousselet à la trompette, Phil Abraham au trombone, Paolo Radoni à la guitare et Luc Vanden Bosh aux percussions.
En 1994, ils sortent un album du même nom que leur groupe. Il fait également partie du projet Olie op Duke, un hommage à Duke Ellington avec entre autres, Benjamin Boutreur, Peter Vermeersch, Bart Maris...
Mais la collaboration la plus importante de sa carrière se fera avec le pianiste et compositeur Charles Loos, avec lequel il joua divers duo, trio, quartet, etc. Après leur rencontre en 1993 dans le groupe The Sweet Substitutes, ils créent également un trio avec le percussionniste Luc Vanden Bosch, The Old Tome Trio. La complicité de André Donni et Charles Loos se retrouvent notamment dans 3 albums : Unknown Mallow, Just one of those thing et Chou'Our Moutabadila.

## Discographie

### En tant que leader ou co leader
- 2005 : Lollo Meier / André Donni - Hondarribia
- 2002 : Charles Loos / André Donni - Just One of Those Things (Wazif)
- 1997 : Loos / Donni / Aissawas de Rabat - Chou'Our Mouta badila (Igloo)
- 1996 : Charles Loos & André Donni - Unknown Mallow (Igloo)

### En tant que participant
- 2001 : Charles Loos - Three times twenty (Mognomusic)
- 1996 : Félix Simtaine - Intensive Act (Igloo)
- 1994 : Paul Dubois & the Sweet Substitutes - Paul Dubois & the Sweet Substitutes (Selection)[2]